# Dzień jeden w roku
Dzień jeden w roku – album zespołu Czerwone Gitary wydany w 1976 roku nakładem Muzy.

## Lista utworów
Strona 1.
| 1. | „Dzień jeden w roku” (S. Krajewski, K. Dzikowski)                | 2:45  |
|    |                                                                  |       |
| 2. | „Nad światem cicha noc” (S. Krajewski, K. Dzikowski, T. Bielski) | 2:55  |
|    |                                                                  |       |
| 3. | „Leć kolędo” (S. Krajewski, J. Kondratowicz)                     | 3:20  |
|    |                                                                  |       |
| 4. | „Gwiazda na kiju” (S. Krajewski, A. Osiecka)                     | 2:53  |
|    |                                                                  |       |
| 5. | „Już zabawki śpią” (S. Krajewski, K. Dzikowski)                  | 2:47  |
|    |                                                                  |       |
| 6. | „Zima, zima - śnieg” (S. Krajewski, D. Michalski)                | 4:15  |
|    |                                                                  |       |
|    |                                                                  | 18:55 |
|    |                                                                  |       |
Strona 2.
| 1. | „Mija rok” (S. Krajewski, K. Dzikowski)                  | 3:37  |
|    |                                                          |       |
| 2. | „Dalej, dalej pędzą sanie” (S. Krajewski, J. Has)        | 2:20  |
|    |                                                          |       |
| 3. | „Wigilia świata” (S. Krajewski, B. Choiński, T. Bielski) | 3:05  |
|    |                                                          |       |
| 4. | „Dwie sowy” (S. Krajewski, A. Osiecka)                   | 2:50  |
|    |                                                          |       |
| 5. | „Kołysanka dla Okruszka” (S. Krajewski, A. Osiecka)      | 4:38  |
|    |                                                          |       |
|    |                                                          | 16:30 |
|    |                                                          |       |

## Twórcy
- Seweryn Krajewski – wokal, gitara, pianino
- Bernard Dornowski – wokal, gitara
- Jerzy Skrzypczyk – wokal, perkusja
- Ryszard Kaczmarek – gitara basowa

Muzycy towarzyszący:
- Jerzy Bartz – perkusja

### Personel
- Janusz Urbański – reżyser nagrania
- Krystyna Urbańska – operator dźwięku
- M. Freudenreich – projekt graficzny